# Église Saint-André de Holborn

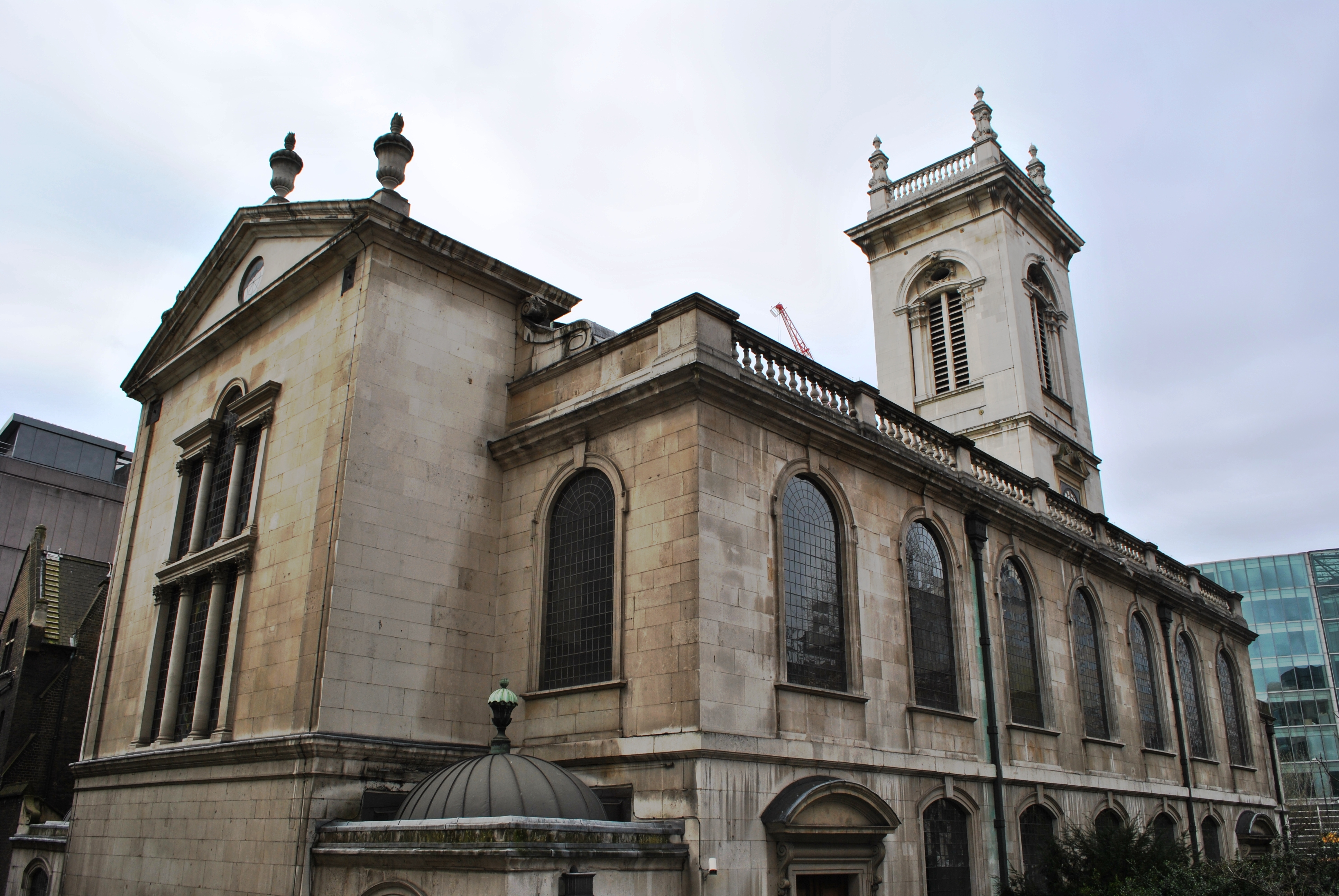
Saint-André, Holborn

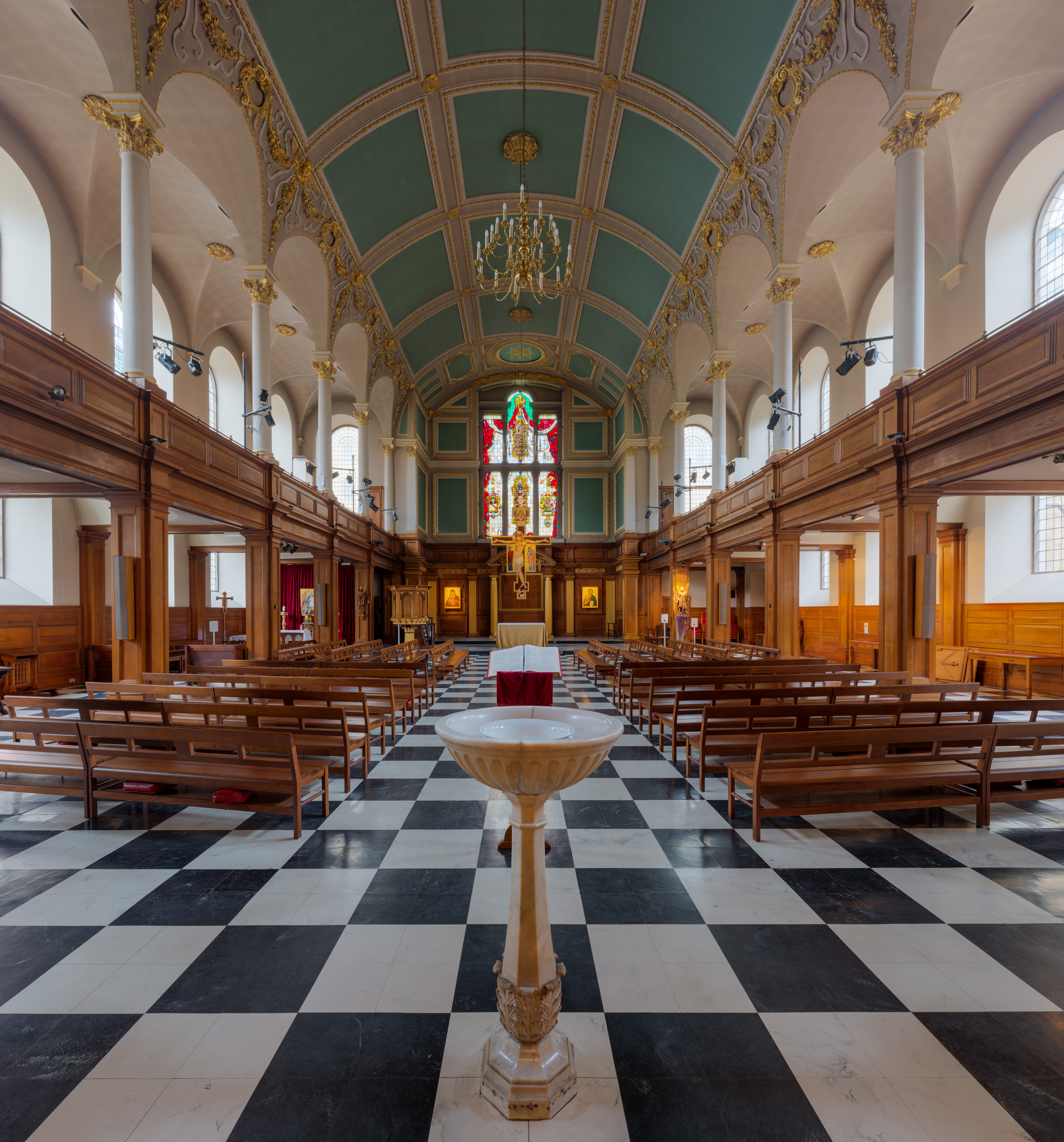
espace intérieur

L’église Saint-André (anglais : Church of St Andrew) est une église anglicane située dans le quartier de Holborn à Londres.

## Histoire
Selon la tradition, il existait déjà au Xe siècle une église anglo-saxonne construite en bois. L'église paroissiale Saint-André, fondée au XIIIe siècle, a reçu une tour en pierre en 1280, financée par une fondation privée, et une autre fondation pour une nouvelle église a été construite en 1348.
Bien que le bâtiment de l'église ait été épargné par le grand incendie de Londres en 1666, il a ensuite été remplacé par Christopher Wren par un nouveau bâtiment en pierre de Portland de 1684 à 1690 en raison de son état déjà médiocre. L'intérieur de l'église à sept travées et trois nefs est conçu comme une galerie avec une nef centrale voûtée en berceau et des bas-côtés voûtés en croix, comme une structure en bois stuqué. La fenêtre à deux étages de la salle du chœur a été conçue comme un motif palladien.

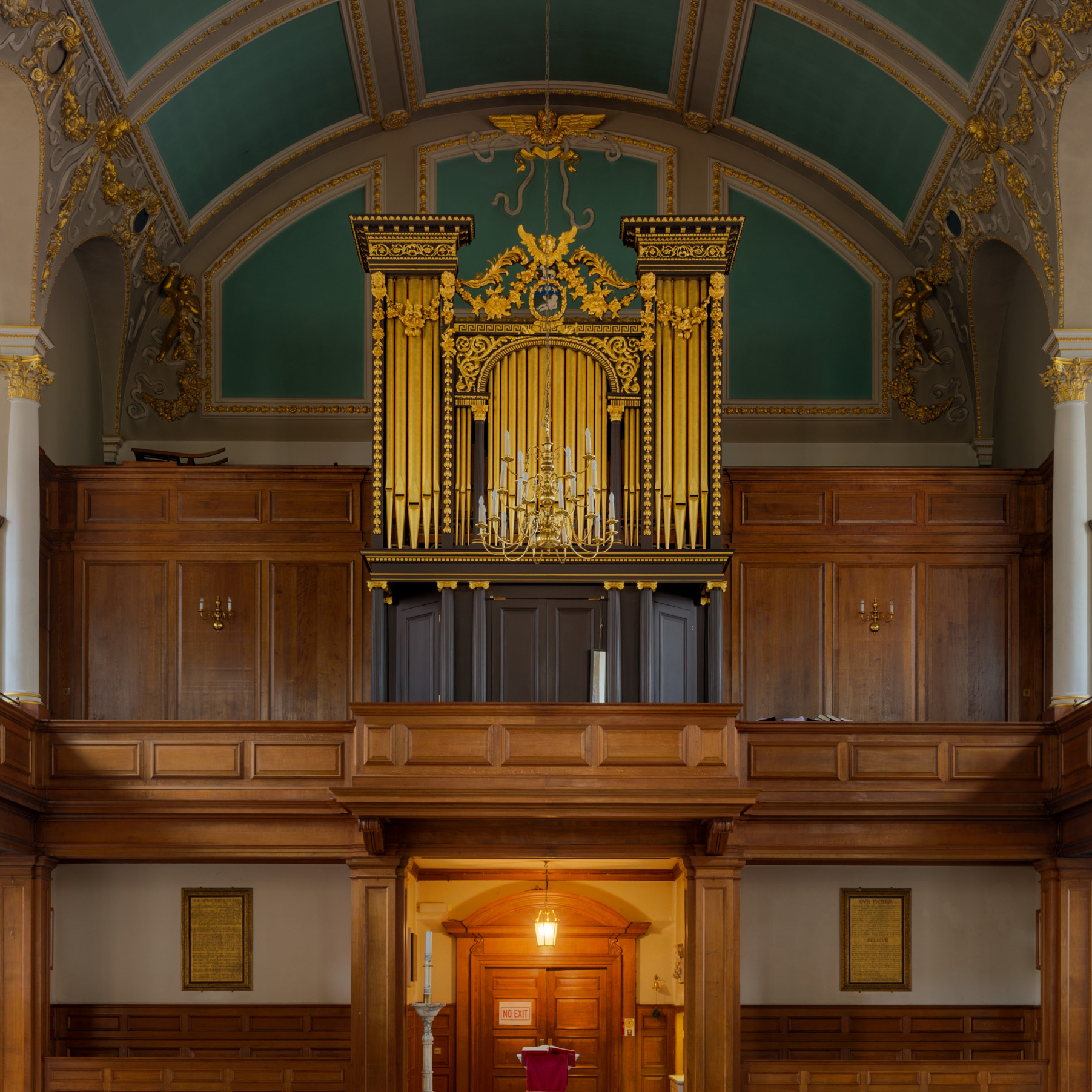
Orgue

Pendant la Seconde Guerre mondiale, l'église est détruite jusqu'aux murs d'enceinte puis, y compris son mobilier, est reconstruite dans son ancienne forme jusqu'en 1960. L'orgue de 1989 incorpore dans son prospectus des parties de l'instrument conçu en 1750 par George Friedrich Haendel pour l'orphelinat de Bloomsbury. Les principaux organistes de l'Église étaient Daniel Purcell, Maurice Greene et John Stanley.

## Littérature
- Nikolaus Pevsner : Les Bâtiments de Londres. Tome 1 : Les villes de Londres et de Westminster ( Les bâtiments d'Angleterre ). Penguin Books, Harmondsworth 1973, page 303.  (ISBN 014-071011-6)